# Nejvzdálenější pobřeží
Nejvzdálenější pobřeží (anglicky The Farthest Shore) je fantasy román americké spisovatelky Ursuly Kroeber Le Guinové, vydaný americkým nakladatelstvím Atheneum Books v roce 1972. Dílo náleží do cyklu Zeměmoří a vyhrálo cenu National Book Award v kategorii knih pro mládež. Bylo také roku 1973 nominováno na cenu Mythopoeic v kategorii „Fantasy“, ale nezvítězilo. Česky knihu vydalo poprvé nakladatelství AF 167 léta 1995.
Jedná se o třetí knihu z původní trilogie (1968–1972), zasazené do prostředí souostroví Zeměmoří. Příběh se odehrává zhruba dvě dekády po událostech z druhého dílu série, knihy Hrobky Atuánu; autorka poté trilogii rozšířila o další knihy.

## Postavy
- Ged – čaroděj zvaný Krahujec
- Cob – čaroděj
- Kalessin – nejstarší drak
- Lebannen
- Orm Embar – mocný drak

## Synopse
Čaroděj Ged opět vyjíždí na cesty v doprovodu mladého prince Arrena, neboť v Zeměmoří se děje něco podivného – kouzla přestávají působit, pramínky čarodějné moci vysychají, lidé ztrácejí své dovednosti a na mnoha ostrovech propuká násilí; oba hrdinové proto podstupují nebezpečnou a strastiplnou pouť do země mrtvých…

## Česká a slovenská vydání
Pod názvem Nejvzdálenější pobřeží:
- (česky) Nejvzdálenější pobřeží, 1. vydání, nakladatelství AF 167, 1995, ISBN 80-85384-18-3, překlad Irena Přibylová, 172 stran, vázaná, autor obálky Karel Soukup
- (česky) Nejvzdálenější pobřeží, 2. vydání, nakladatelství Triton, 2003, edice Trifid č. 28, ISBN 80-7254-340-7, překlad Petr Kotrle, 228 stran, brožovaná, autor obálky Milan Fibiger

Pod názvem Najvzdialenejšie pobrežie:
- (slovensky) Najvzdialenejšie pobrežie, nakladatelství Slovart, 2005, ISBN 80-7145-934-8, překlad Stanislav Dančiak, 192 stran, vázaná

## Překlady knihy
- Angličtina: The Farthest Shore (originál)
- Čeština: Nejvzdálenější pobřeží, AF 167, 1995
- Finština: Kaukaisin ranta
- Italština: La spiaggia più lontana
- Katalánština: La costa més llunyana
- Polština: Najdalszy brzeg
- Rumunština: Cel mai îndepărtat țărm
- Ruština: На последнем берегу
- Slovenština: Najvzdialenejšie pobrežie
- Španělština: La costa más lejana
- Ukrajinština: Останній берег

## Filmové zpracování
- Gedo senki – japonský animovaný film z roku 2006.[5][6]